# Sempervivum fimbriatum
Sempervivum fimbriatum är en fetbladsväxtart som beskrevs av Schnittsp. och Lehmann. Sempervivum fimbriatum ingår i släktet taklökar, och familjen fetbladsväxter. Inga underarter finns listade i Catalogue of Life.